# Phare de Cassandréia
Le phare de Cassandréia (en grec moderne : φάρος Κασσάνδρα / Faros Kassandra)  est un phare situé au sud de la péninsule de Cassandra en  Grèce . Il est achevé en 1864.

## Caractéristiques
Le phare est une tour octogonale, blanche, dont le dôme de la lanterne est de couleur verte. Il s'élève sur 7 niveaux.

## Histoire
Le phare est construit par une compagnie française. Il est intégré au réseau des phares de la Grèce, après les Guerres balkaniques (1912 à 1913)

## Codes internationaux
- ARLHS[3] : GRE-138
- NGA : 16640
- Admiralty[4] : E 4488